# Cusqueña
Cusqueña es una marca de cervezas y cervecería peruana fundada en 1908. Producen cuatro variedades: lager rubia, negra, roja y de trigo. Es la cerveza peruana con más presencia a nivel internacional.

## Historia
El 1 de octubre de 1908 Ernesto Günther y un grupo de hombres emprendedores fundó en la ciudad del Cusco, una sucursal de la Cervecería Alemana Günther & Tidow S.A. Ltda., la cual ya operaba en Arequipa desde hacía 10 años atrás; la misma que tenía en su portafolio, entre otras cervezas: Pilsener Bier Cuzco (publicitada y popularmente conocida por esos años como la "Pilsen") y Extracto de Malta Cuzco; posteriormente, a mediados de la década de 1950, empiezan a comercializarse con la marca Cerveza Cuzqueña -con "z"- y desde la década de 1970, pasan a llamarse Cerveza Cusqueña y Malta Cusqueña respectivamente. El 27 de octubre de 1909 se inició el primer cocimiento de cerveza en las instalaciones de esta planta cervecera.
La nueva bebida fue aceptada por el público consumidor. Esto se explica porque en el mundo andino, la chicha de jora, una especie de cerveza de maíz, fue el centro de la actividad diaria, gastronómica y religiosa de la población del Incanato. Reemplazaba oficialmente al agua, la leche, el chocolate y el vino, por lo que se necesitaba una gran producción y organización estatal para satisfacer la demanda. La chicha era la única bebida para toda ocasión de los millones de habitantes del Tahuantinsuyo.
En 1939, Cervecera Alemana Günther & Tidow S.A. Ltda. cambió su nombre a Compañía Cervecera del Sur del Perú S.A. (Cervesur) e incrementó su producción. Con el pasar de los años, la planta adquirió nuevos equipos de fermentación.
En 1995, Cerveza Cusqueña, que se comercializaba en el sur del país, y en pequeñas cantidades en bares y restaurantes de Lima, de nivel socioeconómico A, fue lanzada en la capital con el nombre de Cusqueña Prémium. Se modificó el diseño de la etiqueta conservando las características más importantes de la anterior, se agregó una contraetiqueta y un capuchón, con la finalidad de hacer más elegante la presentación.
En 2000, la Compañía Cervecera del Sur del Perú S.A. (Cervesur), con sus plantas en Arequipa y Cusco, pasa a formar parte del Grupo Backus, con lo cual se consolidó al punto de convertirla en una compañía capaz de competir en un entorno globalizado. Aparecen en el mercado Cusqueña Malta y más recientemente Cusqueña de trigo.
El 8 de septiembre del mismo año, al grabarse un comercial publicitario de cerveza Cusqueña, una grúa utilizada cayó sobre la intihuatana de Machu Picchu, rompiendo cerca de 8 cm de la punta. El caso llevó a una demanda por parte del INC y la solicitud de la respectiva indemnización, en 2005.
En 2008, la planta de fabricación de Cusqueña incrementó su producción por la instalación de dos nuevos tanques cilindro-cónico con capacidad de 4.800 hectolitros

## Exportaciones
Cerveza Cusqueña se exporta a países importantes como Estados Unidos, Francia, México, Reino Unido (Inglaterra, Gales, Escocia), España, Japón e Italia. Es comercializada como: "Cusqueña: El oro de los Incas" o "Cusqueña: the gold of the incas", en honor a la ciudad de origen: Cusco.
Actualmente, esta marca de cerveza se distribuye en diversos estados y ciudades estadounidenses como Nueva Jersey, Florida, California, Nueva York, Texas y Virginia. En el trimestre enero-marzo de 2008, las exportaciones de Cusqueña a los destinos de Europa y Asia han crecido de manera considerable. Destaca Inglaterra con casi 30% de incremento en comparación al mismo periodo en 2007.

## Planta Cervecera
La planta de Cerveza Cusqueña está ubicada en la ciudad de Cusco. Cuenta con una capacidad de producción de 600.000 hectolitros al año y con las certificaciones ISO 9001, ISO 14001, OHSAS 18001 y HACCP.

## Productos
Cusqueña Quinua

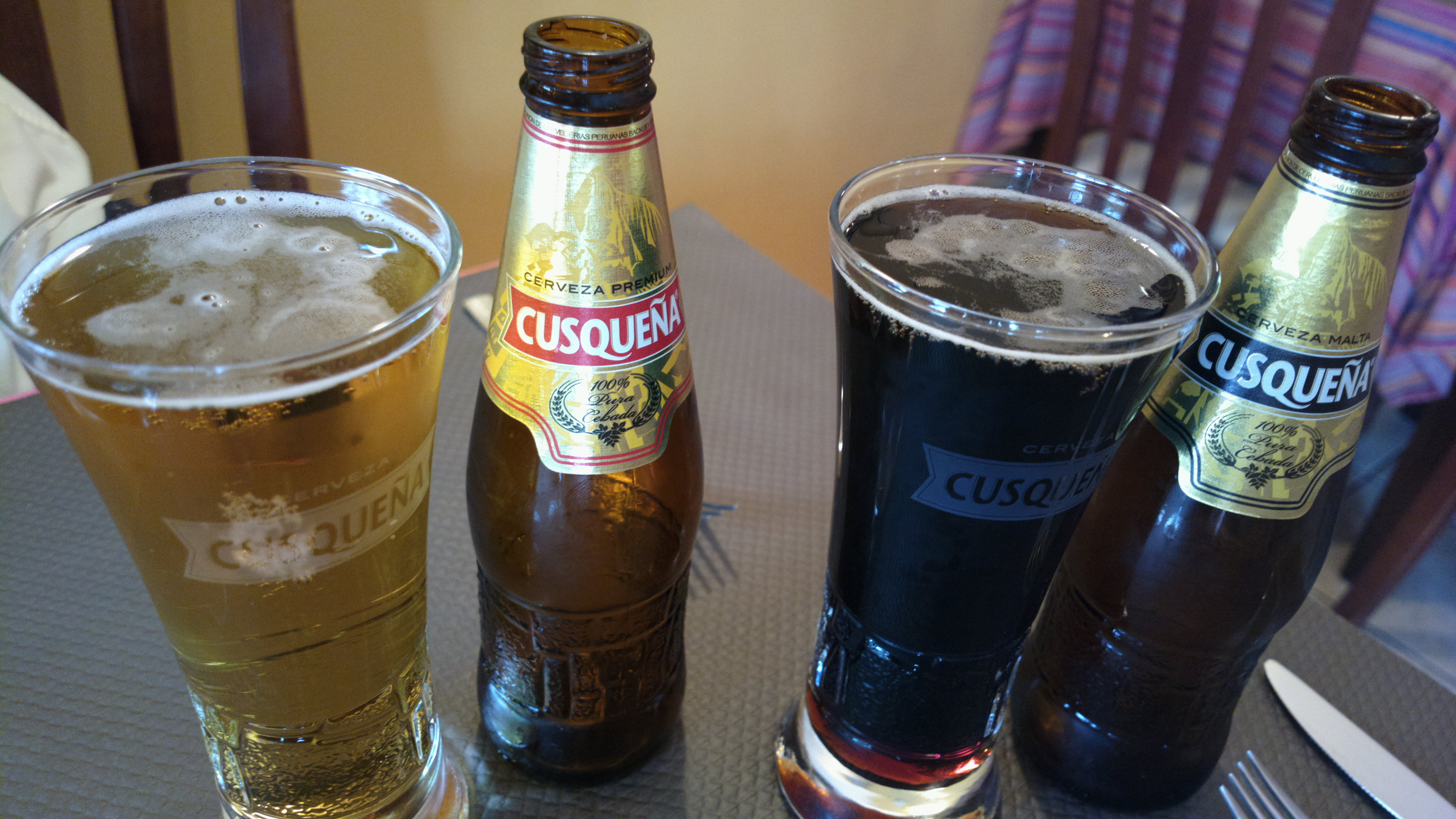
Cerveza Cusqueña rubia y negra.

Cusqueña Quinua es cocreada por Gastón Acurio, los maestros cerveceros de Backus y los consumidores de la marca, además que contiene ingredientes como la naranja de San Ramón y el durazno de Tarma, estos ingredientes además de destacar lo mejor del origen y tradición, son una clara evidencia de lo Prémium Peruano siendo el objetivo de poder ofrecer un producto único, diferenciado a nivel nacional, en un contexto en donde las cervezas artesanales son cada vez más valoradas. Solo distribuidas por un periodo de tiempo hasta 2016.
Cusqueña Dorada
Esta es una cerveza Lager, tipo Pilsener, elaborada con cebada malteada pura y lúpulo saaz. En su preparación se emplean 3 variedades de malta: meltcafe, scarlett y malta caramelo. Es sometida a baja fermentación y baja temperatura, con un proceso de maduración a -1.5 °C. Posee un contenido alcohólico de 5% Vol.
Cusqueña Malta
Esta es una cerveza Dark Lager, tipo Pilsener, elaborada con cebada malteada y tostada pura. En su preparación se emplean 4 variedades de malta: meltcafe, scarlett y malta caramelo tostada. Es sometida a baja fermentación y baja temperatura, con un proceso de maduración a -1.5 °C. Posee un contenido alcohólico de 5% Vol.
Cusqueña de Trigo
Cusqueña de trigo es la primera cerveza de su clase en el mercado peruano. El principal de sus ingredientes es el trigo Andrews, que pasa por un leve filtrado con el que la cerveza adquiere el aroma y sabor del trigo malteado. Posee un cuerpo más consistente y denso, con un contenido alcohólico de 5%.
Cusqueña Roja (Red Lager)
Cusqueña Roja es una cerveza Red Lager hecha a base de dos variedades de cebadas malteadas y lúpulo en alta concentración, es fermentada a bajas temperaturas. Tiene un contenido alcohólico de 5%.

## Presentaciones
- Cerveza Cusqueña, botella de vidrio 330 ml.
- Cerveza Cusqueña, botella de vidrio 620 ml.
- Cerveza Cusqueña, lata 355 ml.
- Cerveza Cusqueña Malta, botella de vidrio 330 ml.
- Cerveza Cusqueña Malta, botella de vidrio 620 ml.
- Cerveza Cusqueña de Trigo, botella de vidrio 330 ml.
- Cerveza Cusqueña de Trigo, botella de vidrio 620 ml.
- Cerveza Cusqueña Roja, botella de vidrio 330 ml.
- Cerveza Cusqueña Roja, botella de vidrio 620 ml.
- Bodegón Cusqueña de 330 ml.